# 桂福
桂福 (1874年—?)，字錫五，号筱岩，一号秀巖，瓜尔佳氏，正白旗满洲錫齡佐领下文生。清朝政治人物、同進士出身。
光緒十七年順天乡试，中一百十八名举人，二十一年（1895年），参加光緒乙未科会试，第一百十一名，殿試，登進士三甲66名。同年五月，著交吏部掣签分发各省，以知县即用。